# Cochea
Cochea è un comune (corregimiento) della Repubblica di Panama situato nel distretto di David, provincia di Chiriquí. Si estende su una superficie di 58,8 km² e conta una popolazione di 2.447 abitanti (censimento 2010).